# Лузија
Лузија (итал. Lusia) је насеље у Италији у округу Ровиго, региону Венето.
Према процени из 2011. у насељу је живело 2035 становника. Насеље се налази на надморској висини од 8 м.

## Становништво
Према резултатима пописа становништва 2011. у општини је живело 3.595 становника.
| 1951. | 1961. | 1971. | 1981. | 1991. | 2001. | 2011. |
| ----- | ----- | ----- | ----- | ----- | ----- | ----- |
| 4.534 | 3.679 | 3.579 | 3.519 | 3.584 | 3.587 | 3.595 |